# Historisch park Phu Phra Bat

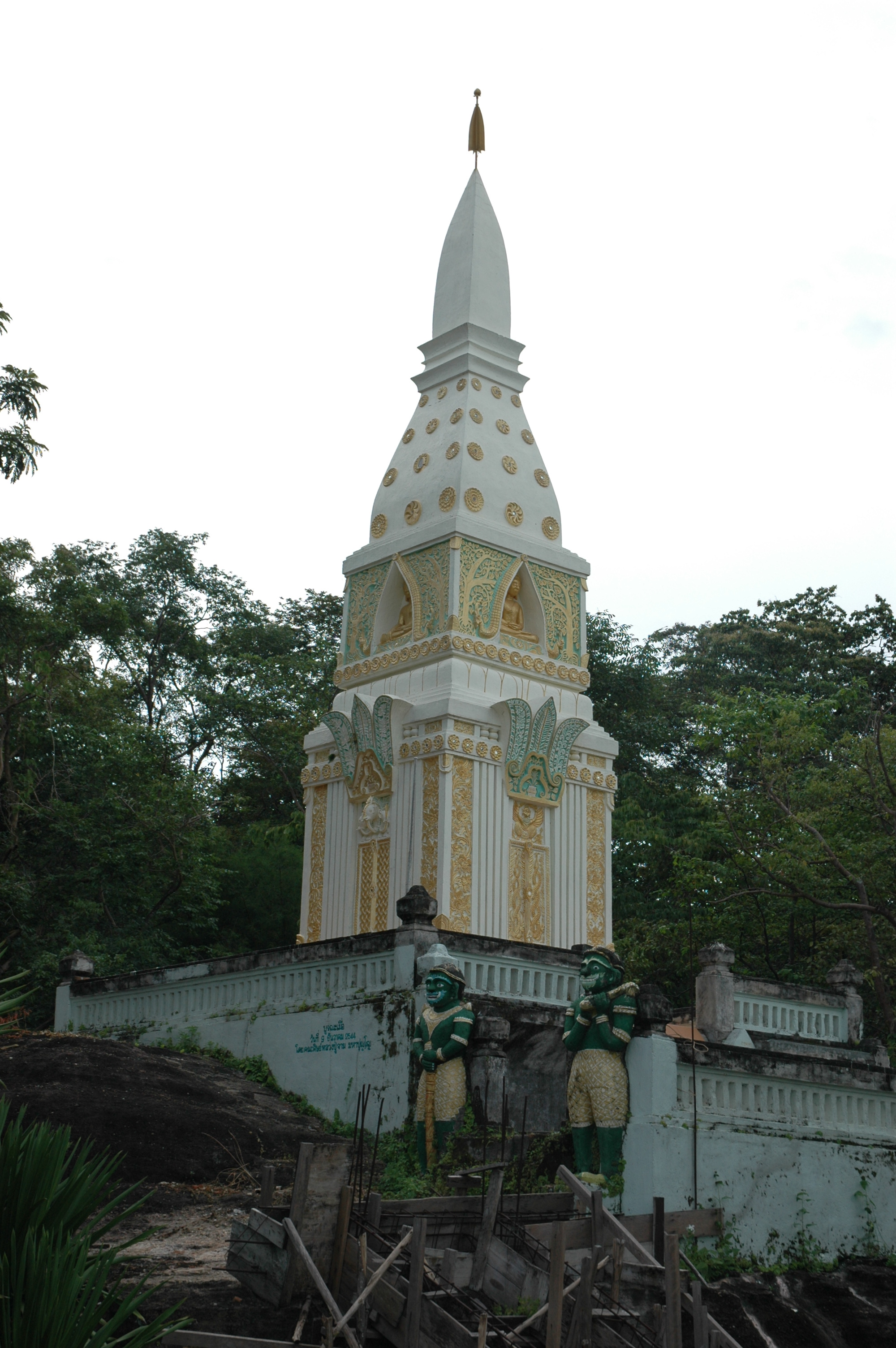
Het heiligdom Wat Phra Putthabaht Bua Bok in het park

Het historisch park Phu Phra Bat (Thai: อุทยานประวัติศาสตร์ภูพระบาท) is een 5,49 km² groot beschermd park in Thailand dat op 28 april 1981 werd opgericht als historisch park door het Thais departement van schone kunsten van het ministerie van cultuur. Het park ligt in het noordoosten van Thailand, in de Phu Phan heuvels, halfweg tussen Udon Thani en Nong Khai, in de provincie Udon Thani, amphoe (district) Ban Phue. Het historisch park ligt volledig binnen de grenzen van het nationaal park Phu Phra Bat Buabok.
In het park zijn ongewone rotsformaties waaromheen religieuze heiligdommen zijn gebouwd. Sommige formaties zijn ook voorzien van prehistorische rotsschilderingen. De ongewone rotsformaties in het park omvatten torenspitsen, massieve rotsblokken en uitgebalanceerde rotsen en vormen het decor voor de prehistorische kunst en religieuze heiligdommen die daar zijn gemaakt. Men denkt dat de geologische oorsprong van deze rotsen afkomstig is van onderzeese erosie die vijftien miljoen jaar geleden plaatsvond.
Prehistorische kunstschilderingen op de rotsen zijn het beste te zien waar sommige rotsen een natuurlijke schuilplaats hebben gevormd. Anderen zijn aanzienlijk vervaagd. De formaties genaamd Tham Wua en Tham Khon zijn bijzonder goede voorbeelden, in de eerste zijn ossen afgebeeld, de laatste heeft menselijke figuren. De rotstekeningen van het park dateren vermoedelijk van 6.000 jaar geleden.
De rotsformaties van Phu Phra Bat zijn het decor voor een lokale legende over een koning, zijn dochter en haar vrijer. De meest opvallende rotsformatie van het park, Hor Nang Usa, is waar de overbezorgde koning zijn mooie dochter dwong te leven. Ondanks haar opsluiting was ze in staat om een boodschap over te brengen aan haar vrijer-prins en de twee trouwden in weerwil van haar vader. Hor Nang Usa is een van de rotsformaties waar een heiligdom is gebouwd. Vroege heiligdommen dateren uit de Dvaravati-periode in de zevende tot tiende eeuw. Heiligdommen hebben hindoeïstische en boeddhistische invloeden.
Het belangrijkste heiligdom van het park is Wat Phra Putthabaht Bua Bok, waar een chedi in Cham-Khmer-stijl een kamer bedekt met een zandstenen Boeddha-voetafdruk. Het heiligdom is een bedevaartsoord met een jaarlijks festival dat in maart wordt gehouden.
De 46e sessie van de UNESCO Commissie voor het Werelderfgoed erkende in 2024 het park als cultureel werelderfgoed en voegde het toe aan de werelderfgoedlijst als "Phu Phrabat, een getuigenis van de Sīma-steentraditie uit de Dvaravati-periode".
Historisch Park Sukhothai · Historisch Park Ayutthaya · Ban Chiang · Thungyai Huai Kha Khaeng · Dong Phayayen-Khao Yai · Woudcomplex van Kaeng Krachan · Historisch park Phu Phra Bat